# 70-talet f.Kr.

## Händelser
- 73 f.Kr. - Spartacusupproret, lett av den f.d. romerska soldaten och gladiatorn Spartacus.

## Födda
- 75 f.Kr. – Pompejus den yngre, romersk politiker och fältherre.
- 15 oktober 70 f.Kr. – Vergilius, romersk poet.

## Avlidna
- 78 f.Kr. – Sulla, romersk fältherre och statsman.